# Batrachorhina semiluctuosa
Batrachorhina semiluctuosa là một loài bọ cánh cứng trong họ Cerambycidae.